# Morten maler (film)
 Denne artikel omhandler Morten maler (film). Opslagsordet har også en anden betydning, se Morten Maler.
|  | Denne artikel er oprettet af botten PalnaBot ud fra en ekstern database. Den kan derfor have sproglige fejl eller mangler. Denne skabelon kan fjernes efter kontrol af indholdet. |

Morten maler er en dukkefilm fra 1989 instrueret af Jørgen Vestergaard efter manuskript af Jørgen Vestergaard.

## Handling
Morten Maler er en af middelalderens billedmagere, som har oplevet, at én af hans figurer får liv. Det er fanden selv, der træder ned fra væggen og går til angreb på Morten. Helvede er løs, men som i alle eventyr, hvor det onde er til stede, klarer det gode paragrafferne i sidste ende.